# 吡维铵
吡维铵（英语：Pyrvinium）是一种对蛲虫有效的驱虫药。吡维铵已几种方式存在，例如吡维氯铵、对甲苯磺酸吡维铵、三氟甲磺酸吡维铵和双羟萘酸吡维铵（或叫帕莫酸吡维铵及恩波酸吡维铵）。吡维铵被鉴定为一种有效的Wnt抑制剂，通过激活酪蛋白激酶CK1α发挥作用。
吡维铵盐还可以抑制癌细胞的生长。更具体地说，双羟萘酸盐已被证明在葡萄糖饥饿期间对各种癌细胞系具有优先毒性。

## 合成
其中一种合成方法基于斯克劳普合成和帕尔-克诺尔合成。最近，报道了通过弗里德兰德喹啉合成替代三氟甲磺酸吡维铵的收敛合成策略。